# Dix Hommes à abattre
Pour plus de détails, voir Fiche technique et Distribution.
Dix Hommes à abattre (Ten Wanted Men) est un western américain réalisé par H. Bruce Humberstone et sorti en 1955.

## Synopsis
John Stewart accorde l'hospitalité à une jeune fille. L'ami de cette dernière est furieux quand il l'apprend, et tue le frère de Stewart, qui n'a alors plus qu'une idée en tête, la vengeance.

## Fiche technique
- Titre original : Ten Wanted Men
- Réalisation : H. Bruce Humberstone
- Scénario : Kenneth Gamet , Irving Ravetch
- Durée : 80 minutes
- Type : Technicolor
- Musique : Paul Sawtell
- Image : Wilfred M. Cline
- Décors : Frank Tuttle
- Lieu de tournage : Old Tucson Studios
- Dates de sortie : 
  - États-Unis : 1er février 1955
  - Belgique : 6 juillet 1956
  - France : 9 octobre 1957

## Distribution
- Randolph Scott (VF : Jean Davy) : John Stewart
- Jocelyn Brando (VF : Nelly Benedetti) : Corinne Michaels
- Richard Boone (VF : Jean-Claude Michel) : Wick Campbell
- Alfonso Bedoya (VF : Jean-Claude Michel) : Hermando
- Donna Martell (VF : Lita Recio) : Maria Segura
- Skip Homeier (VF : Serge Lhorca) : Howie Stewart
- Clem Bevans (VF : Paul Villé) : Tod Grinnel
- Leo Gordon (VF : Jacques Erwin) : Frank Scavo
- Minor Watson (VF : Jacques Berlioz) : Jason Carr
- Lester Matthews (VF : Fernand Fabre) : Adam Stewart
- Tom Powers (VF : Marcel Rainé) : Henry Green
- Dennis Weaver (VF : Lucien Bryonne) : Shérif Clyde Gibbons
- Lee Van Cleef : Al Drucker

Acteurs non crédités :
- Kathleen Crowley : Marva Gibbons
- Louis Jean Heydt : Tom Baines